# Фрибург (Пенсилванија)
Фрибург (енгл. Freeburg) град је у америчкој савезној држави Пенсилванија.

## Демографија
По попису из 2010. године број становника је 575, што је 9 (-1,5%) становника мање него 2000. године.
| Група             | 2000.       | 2010.       |
| Белци             | 580 (99,3%) | 567 (98,6%) |
| Афроамериканци    | 2 (0,3%)    | 1 (0,2%)    |
| Азијати           | 1 (0,2%)    | 1 (0,2%)    |
| Хиспаноамериканци | 0 (0,0%)    | 1 (0,2%)    |
| Укупно            | 584         | 575         |